# Superliga 2014-2015 (pallavolo femminile, Russia)
La Superliga russa di pallavolo femminile 2014-2015 si è svolta dal 22 ottobre 2014 al 3 maggio 2015: al torneo hanno partecipato 10 squadre di club russe e la vittoria finale è andata per la quinta volta consecutiva alla Dinamo-Kazan.

## Regolamento
Le squadre hanno disputato un girone all'italiana, con gare di andata e ritorno, per un totale di diciotto giornate. Al termine della regular season:
- Le prime otto classificate hanno partecipato ai play-off scudetto, strutturati in quarti di finale, semifinali e finali (primo e terzo posto), con quest’ultima fase giocata al meglio delle tre vittorie su cinque gare e le altre giocate con gare di andata e ritorno (nel caso in cui la partita di andata termini con il punteggio di 3-0 o 3-1 e quella di ritorno indifferentemente con il punteggio di 3-0 o 3-1 oppure entrambe le partite terminino con il punteggio di 3-2 viene disputato un golden set).
- Le quattro eliminate ai quarti di finale hanno acceduto alla fase finale per il quinto posto, originariamente strutturata in semifinali, finale per il settimo posto e finale per il quinto posto, le prime giocate con gare di andata e ritorno (nel caso in cui la partita di andata termini con il punteggio di 3-0 o 3-1 e quella di ritorno indifferentemente con il punteggio di 3-0 o 3-1 oppure entrambe le partite terminino con il punteggio di 3-2 viene disputato un golden set) e le seconde giocate al meglio delle tre vittorie su cinque gare. Con il mancato approdo della Dinamo Krasnodar, vincitrice della Coppa di Russia 2014, dai play-off scudetto, la formula è stata rivista eliminando le finali per il quinto ed il settimo posto.
- Le ultime due classificate hanno partecipato ai play-out, che si sono giocati al meglio delle tre vittorie su cinque gare.

## Squadre partecipanti
| - Dinamo Mosca - Proton - Uraločka - Leningradka - Omička | - Zareč'e Odincovo - Voronež - Avtodor-Metar - Dinamo-Kazan - Dinamo Krasnodar |

## Campionato

### Regular season

#### Risultati
| Prima giornata |                               |     |                                   |
|                |                               |     |                                   |
| 22-10          | Dinamo Mosca-Proton           | 3-0 | 25-14, 25-13, 25-10               |
| 24-10          | Uraločka-Leningradka          | 3-0 | 26-24, 25-21, 25-22               |
| 24-10          | Omička-Zareč'e Odincovo       | 2-3 | 21-25, 20-25, 25-19, 25-16, 13-15 |
| 24-10          | Voronež-Avtodor-Metar         | 0-3 | 22-25, 17-25, 18-25               |
| 24-10          | Dinamo Kazan-Dinamo Krasnodar | 2-3 | 25-20, 17-25, 25-20, 23-25, 16-18 |

| Seconda giornata |                              |     |                            |
|                  |                              |     |                            |
| 28-10            | Avtodor-Metar-Dinamo Kazan   | 0-3 | 20-25, 22-25, 20-25        |
| 28-10            | Uraločka-Dinamo Mosca        | 0-3 | 21-25, 24-26, 15-25        |
| 28-10            | Leningradka-Dinamo Krasnodar | 0-3 | 18-25, 16-25, 26-28        |
| 28-10            | Zareč'e Odincovo-Voronež     | 3-1 | 25-23, 25-20, 25-27, 25-14 |
| 28-10            | Proton-Omička                | 0-3 | 18-25, 17-25, 19-25        |

| Terza giornata |                                |     |                            |
|                |                                |     |                            |
| 17-11          | Omička-Uraločka                | 3-0 | 25-19, 25-20, 25-19        |
| 17-11          | Leningradka-Dinamo Mosca       | 0-3 | 17-25, 18-25, 20-25        |
| 17-11          | Voronež-Proton                 | 0-3 | 17-25, 20-25, 17-25        |
| 17-11          | Dinamo Kazan-Zareč'e Odincovo  | 3-1 | 25-21, 23-25, 25-14, 25-14 |
| 17-11          | Dinamo Krasnodar-Avtodor-Metar | 3-0 | 25-21, 25-14, 25-15        |

| Quarta giornata |                                   |     |                            |
|                 |                                   |     |                            |
| 21-11           | Uraločka-Voronež                  | 3-0 | 25-11, 25-21, 25-17        |
| 21-11           | Dinamo Mosca-Omička               | 3-0 | 25-22, 28-26, 25-19        |
| 21-11           | Leningradka-Avtodor-Metar         | 1-3 | 25-18, 21-25, 18-25, 21-25 |
| 21-11           | Dinamo Krasnodar-Zareč'e Odincovo | 3-0 | 25-20, 25-21, 25-17        |
| 23-11           | Proton-Dinamo Kazan               | 1-3 | 18-25, 26-24, 17-25, 14-25 |

| Quinta giornata |                                |     |                            |
|                 |                                |     |                            |
| 01-12           | Omička-Leningradka             | 3-0 | 25-11, 25-20, 26-24        |
| 01-12           | Avtodor-Metar-Zareč'e Odincovo | 1-3 | 22-25, 11-25, 25-23, 22-25 |
| 01-12           | Voronež-Dinamo Mosca           | 0-3 | 8-25, 22-25, 19-25         |
| 01-12           | Dinamo Kazan-Uraločka          | 3-0 | 25-22, 25-21, 25-18        |
| 01-12           | Dinamo Krasnodar-Proton        | 3-0 | 25-18, 25-17, 25-18        |

| Sesta giornata |                              |     |                                   |
|                |                              |     |                                   |
| 05-12          | Uraločka-Dinamo Krasnodar    | 0-3 | 20-25, 22-25, 26-28               |
| 05-12          | Omička-Voronež               | 3-2 | 25-12, 19-25, 21-25, 28-26, 15-13 |
| 05-12          | Dinamo Mosca-Dinamo Kazan    | 1-3 | 22-25, 25-23, 18-25, 25-27        |
| 05-12          | Proton-Avtodor-Metar         | 3-0 | 25-11, 25-17, 25-13               |
| 05-12          | Leningradka-Zareč'e Odincovo | 1-3 | 25-23, 17-25, 21-25, 21-25        |

| Settima giornata |                               |     |                                   |
|                  |                               |     |                                   |
| 14-12            | Avtodor-Metar-Uraločka        | 1-3 | 17-25, 20-25, 25-22, 20-25        |
| 14-12            | Dinamo Krasnodar-Dinamo Mosca | 3-2 | 21-25, 25-20, 12-25, 25-23, 15-12 |
| 14-12            | Voronež-Leningradka           | 3-1 | 19-25, 25-18, 25-19, 25-16        |
| 14-12            | Dinamo Kazan-Omička           | 3-2 | 28-26, 18-25, 29-27, 15-25, 15-13 |
| 14-12            | Zareč'e Odincovo-Proton       | 3-1 | 25-19, 20-25, 25-19, 25-23        |

| Ottava giornata |                            |     |                                   |
|                 |                            |     |                                   |
| 18-12           | Voronež-Dinamo Kazan       | 0-3 | 10-25, 18-25, 13-25               |
| 20-12           | Uraločka-Zareč'e Odincovo  | 0-3 | 20-25, 21-25, 17-25               |
| 20-12           | Omička-Dinamo Krasnodar    | 3-0 | 25-22, 25-22, 25-18               |
| 20-12           | Leningradka-Proton         | 3-2 | 20-25, 25-17, 25-10, 23-25, 15-12 |
| 20-12           | Dinamo Mosca-Avtodor-Metar | 3-1 | 23-25, 25-19, 25-11, 25-20        |

| Nona giornata |                               |     |                            |
|               |                               |     |                            |
| 05-01         | Avtodor-Metar-Omička          | 0-3 | 15-25, 15-25, 24-26        |
| 05-01         | Dinamo Krasnodar-Voronež      | 3-0 | 25-15, 25-13, 25-21        |
| 05-01         | Zareč'e Odincovo-Dinamo Mosca | 1-3 | 24-26, 25-11, 17-25, 17-25 |
| 05-01         | Dinamo Kazan-Leningradka      | 3-1 | 25-17, 25-14, 23-25, 25-14 |
| 06-01         | Proton-Uraločka               | 1-3 | 18-25, 25-19, 15-25, 24-26 |

| Decima giornata |                               |     |                                   |
|                 |                               |     |                                   |
| 09-01           | Avtodor-Metar-Voronež         | 3-0 | 25-22, 25-22, 25-22               |
| 09-01           | Zareč'e Odincovo-Omička       | 3-2 | 23-25, 25-19, 30-28, 16-25, 15-13 |
| 09-01           | Proton-Dinamo Mosca           | 3-2 | 25-18, 25-27, 25-21, 28-30, 15-13 |
| 09-01           | Leningradka-Uraločka          | 3-0 | 25-14, 26-24, 25-15               |
| 10-01           | Dinamo Krasnodar-Dinamo Kazan | 1-3 | 20-25, 25-21, 23-25, 22-25        |

| Undicesima giornata |                              |     |                                   |
|                     |                              |     |                                   |
| 16-01               | Dinamo Mosca-Uraločka        | 3-1 | 25-22, 23-25, 27-25, 25-16        |
| 17-01               | Omička-Proton                | 3-2 | 24-26, 25-22, 25-22, 22-25, 15-12 |
| 17-01               | Dinamo Krasnodar-Leningradka | 3-0 | 26-24, 25-14, 25-20               |
| 17-01               | Voronež-Zareč'e Odincovo     | 2-3 | 15-25, 25-27, 25-19, 25-19, 7-15  |
| 18-01               | Dinamo Kazan-Avtodor-Metar   | 3-0 | 28-26, 25-18, 25-19               |

| Dodicesima giornata |                                |     |                            |
|                     |                                |     |                            |
| 25-01               | Uraločka-Omička                | 1-3 | 23-25, 15-25, 25-21, 16-25 |
| 25-01               | Avtodor-Metar-Dinamo Krasnodar | 0-3 | 16-25, 18-25, 21-25        |
| 25-01               | Dinamo Mosca-Leningradka       | 3-1 | 25-13, 21-25, 25-19, 25-13 |
| 25-01               | Zareč'e Odincovo-Dinamo Kazan  | 1-3 | 21-25, 22-25, 25-17, 18-25 |
| 25-01               | Proton-Voronež                 | 3-1 | 21-25, 25-23, 25-14, 25-15 |

| Tredicesima giornata |                                   |     |                                   |
|                      |                                   |     |                                   |
| 02-02                | Avtodor-Metar-Leningradka         | 3-2 | 13-25, 25-21, 17-25, 25-20, 15-13 |
| 02-02                | Omička-Dinamo Mosca               | 2-3 | 25-20, 25-22, 25-27, 13-25, 19-21 |
| 02-02                | Zareč'e Odincovo-Dinamo Krasnodar | 3-0 | 25-21, 25-19, 25-23               |
| 02-02                | Dinamo Kazan-Proton               | 3-0 | 25-11, 25-19, 25-16               |
| 02-02                | Voronež-Uraločka                  | 1-3 | 25-18, 23-25, 17-25, 17-25        |

| Quattordicesima giornata |                                |     |                            |
|                          |                                |     |                            |
| 06-02                    | Uraločka-Dinamo Kazan          | 1-3 | 25-21, 18-25, 15-25, 20-25 |
| 06-02                    | Dinamo Mosca-Voronež           | 3-0 | 25-20, 25-23, 25-22        |
| 06-02                    | Zareč'e Odincovo-Avtodor-Metar | 3-0 | 25-22, 25-23, 25-16        |
| 06-02                    | Leningradka-Omička             | 1-3 | 28-26, 21-25, 23-25, 20-25 |
| 06-02                    | Proton-Dinamo Krasnodar        | 0-3 | 15-25, 17-25, 19-25        |

| Quindicesima giornata |                              |     |                                  |
|                       |                              |     |                                  |
| 15-02                 | Avtodor-Metar-Proton         | 0-3 | 19-25, 8-25, 18-25               |
| 15-02                 | Zareč'e Odincovo-Leningradka | 3-0 | 25-21, 25-20, 27-25              |
| 15-02                 | Dinamo Kazan-Dinamo Mosca    | 3-1 | 27-25, 17-25, 25-14, 25-13       |
| 15-02                 | Voronež-Omička               | 0-3 | 22-25, 18-25, 17-25              |
| 17-02                 | Dinamo Krasnodar-Uraločka    | 3-2 | 21-25, 24-26, 25-12, 25-15, 15-9 |

| Sedicesima giornata |                               |     |                                   |
|                     |                               |     |                                   |
| 23-02               | Uraločka-Avtodor-Metar        | 3-0 | 25-21, 25-10, 25-16               |
| 23-02               | Omička-Dinamo Kazan           | 3-0 | 25-11, 25-13, 25-21               |
| 23-02               | Leningradka-Voronež           | 3-0 | 25-16, 25-22, 25-20               |
| 23-02               | Proton-Zareč'e Odincovo       | 2-3 | 25-15, 25-17, 16-25, 20-25, 11-15 |
| 24-02               | Dinamo Mosca-Dinamo Krasnodar | 3-2 | 25-20, 23-25, 25-20, 21-25, 15-10 |

| Diciassettesima giornata |                            |     |                                   |
|                          |                            |     |                                   |
| 27-02                    | Avtodor-Metar-Dinamo Mosca | 2-3 | 18-25, 25-23, 25-22, 23-25, 12-15 |
| 27-02                    | Proton-Leningradka         | 3-1 | 25-22, 25-21, 19-25, 25-23        |
| 27-02                    | Dinamo Kazan-Voronež       | 3-0 | 25-17, 25-15, 25-14               |
| 27-02                    | Dinamo Krasnodar-Omička    | 3-2 | 22-25, 25-17, 25-18, 22-25, 15-9  |
| 01-03                    | Zareč'e Odincovo-Uraločka  | 1-3 | 23-25, 25-18, 23-25, 16-25        |

| Diciottesima giornata |                               |     |                                   |
|                       |                               |     |                                   |
| 06-03                 | Omička-Avtodor-Metar          | 3-2 | 22-25, 25-21, 20-25, 25-22, 15-11 |
| 07-03                 | Leningradka-Dinamo Kazan      | 3-0 | 25-19, 25-19, 25-19               |
| 08-03                 | Dinamo Mosca-Zareč'e Odincovo | 3-2 | 25-12, 20-25, 25-21, 20-25, 15-8  |
| 09-03                 | Uraločka-Proton               | 3-0 | 25-14, 25-15, 25-22               |
| 09-03                 | Voronež-Dinamo Krasnodar      | 1-3 | 16-25, 13-25, 25-20, 17-25        |

#### Classifica
| Pos. | Squadra          | Pt | G  | V  | P  | SV | SP | Ratio | PF    | PS    | Ratio |
| ---- | ---------------- | -- | -- | -- | -- | -- | -- | ----- | ----- | ----- | ----- |
| 1    | Dinamo-Kazan     | 45 | 18 | 15 | 3  | 47 | 19 | 2,474 | 1 539 | 1 333 | 1,155 |
| 2    | Dinamo Mosca     | 40 | 18 | 14 | 4  | 48 | 24 | 2,000 | 1 655 | 1 460 | 1,134 |
| 3    | Dinamo Krasnodar | 39 | 18 | 14 | 4  | 45 | 21 | 2,143 | 1 517 | 1 320 | 1,149 |
| 4    | Omička           | 38 | 18 | 12 | 6  | 46 | 26 | 1,769 | 1 648 | 1 484 | 1,111 |
| 5    | Zareč'e Odincovo | 33 | 18 | 12 | 6  | 42 | 30 | 1,400 | 1 583 | 1 540 | 1,028 |
| 6    | Uraločka         | 25 | 18 | 8  | 10 | 29 | 34 | 0,853 | 1 369 | 1 404 | 0,975 |
| 7    | Proton           | 20 | 18 | 6  | 12 | 27 | 40 | 0,675 | 1 361 | 1 472 | 0,925 |
| 8    | Avtodor-Metar    | 13 | 18 | 4  | 14 | 19 | 45 | 0,422 | 1 260 | 1 501 | 0,839 |
| 9    | Leningradka      | 12 | 18 | 4  | 14 | 21 | 44 | 0,477 | 1 369 | 1 484 | 0,923 |
| 10   | Voronež          | 5  | 18 | 1  | 17 | 11 | 52 | 0,212 | 1 197 | 1 500 | 0,798 |

| Qualificata ai play-off scudetto | Qualificata ai play-out |

### Play-off scudetto

#### Tabellone
|  | Quarti di finale | Quarti di finale | Quarti di finale | Quarti di finale | Quarti di finale |  |  | Semifinali       | Semifinali       | Semifinali       | Semifinali   | Semifinali   |              |   | Finale           | Finale           | Finale          | Finale          | Finale          | Finale          | Finale          |  |
|  |                  |                  |                  |                  |                  |  |  |                  |                  |                  |              |              |              |   |                  |                  |                 |                 |                 |                 |                 |  |
|  | 1                | Dinamo-Kazan     | Dinamo-Kazan     | 3                | 3                |  |  |                  |                  |                  |              |              |              |   |                  |                  |                 |                 |                 |                 |                 |  |
|  | 8                | Avtodor-Metar    | Avtodor-Metar    | 1                | 0                |  |  | Dinamo-Kazan     | Dinamo-Kazan     | Dinamo-Kazan     | 3            | 2            |              |   |                  |                  |                 |                 |                 |                 |                 |  |
|  | 4                | Omička           | Omička           | 1                | 3                |  |  | Zareč'e Odincovo | Zareč'e Odincovo | Zareč'e Odincovo | 1            | 3            |              |   |                  |                  |                 |                 |                 |                 |                 |  |
|  | 5                | Zareč'e Odincovo | Zareč'e Odincovo | 3                | 0                |  |  |                  |                  |                  |              |              |              |   | Dinamo-Kazan     | Dinamo-Kazan     | Dinamo-Kazan    | Dinamo-Kazan    | 3               | 3               | 3               |  |
|  | 3                | Dinamo Krasnodar | Dinamo Krasnodar | 3                | 2                |  |  |                  |                  | Dinamo Mosca     | Dinamo Mosca | Dinamo Mosca | Dinamo Mosca | 0 | 0                | 2                |                 |                 |                 |                 |                 |  |
|  | 6                | Uraločka         | Uraločka         | 2                | 3                |  |  | Uraločka         | Uraločka         | Uraločka         | 0            | 0            |              |   |                  |                  |                 |                 |                 |                 |                 |  |
|  | 2                | Dinamo Mosca     | Dinamo Mosca     | 3                | 3                |  |  | Dinamo Mosca     | Dinamo Mosca     | Dinamo Mosca     | 3            | 3            |              |   |                  |                  |                 |                 |                 |                 |                 |  |
|  | 7                | Proton           | Proton           | 0                | 0                |  |  |                  |                  |                  |              |              |              |   | Finale 3º posto  | Finale 3º posto  | Finale 3º posto | Finale 3º posto | Finale 3º posto | Finale 3º posto | Finale 3º posto |  |
|  |                  |                  |                  |                  |                  |  |  |                  |                  |                  |              |              |              |   |                  |                  |                 |                 |                 |                 |                 |  |
|  |                  |                  |                  |                  |                  |  |  |                  |                  |                  |              |              |              |   | Zareč'e Odincovo | Zareč'e Odincovo | 3               | 1               | 3               | 1               | 0               |  |
|  |                  |                  |                  |                  |                  |  |  |                  |                  |                  |              |              |              |   | Uraločka         | Uraločka         | 0               | 3               | 2               | 3               | 3               |  |

#### Risultati
| Quarti di finale |                            |     |                                   |
|                  |                            |     |                                   |
| 16-03            | Avtodor-Metar-Dinamo Kazan | 1-3 | 18-25, 25-20, 19-25, 18-25        |
| 16-03            | Proton-Dinamo Mosca        | 0-3 | 18-25, 13-25, 11-25               |
| 16-03            | Uraločka-Dinamo Krasnodar  | 2-3 | 21-25, 21-25, 25-20, 25-15, 10-15 |
| 16-03            | Zareč'e Odincovo-Omička    | 3-1 | 25-15, 26-24, 18-25, 25-15        |

| 22-03 | Dinamo Kazan-Avtodor-Metar | 3-0 | 25-18, 25-23, 25-18                                 |
| 20-03 | Dinamo Mosca-Proton        | 3-0 | 25-11, 25-20, 25-18                                 |
| 20-03 | Dinamo Krasnodar-Uraločka  | 2-3 | 15-25, 25-16, 16-25, 25-19, 16-18 Golden set: 12-15 |
| 20-03 | Omička-Zareč'e Odincovo    | 3-0 | 25-21, 25-12, 25-16 Golden set: 11-15               |

| Semifinali |                               |     |                           |
|            |                               |     |                           |
| 16-04      | Zareč'e Odincovo-Dinamo Kazan | 1-3 | 16-25, 25-21, 8-25, 28-30 |
| 16-04      | Uraločka-Dinamo Mosca         | 0-3 | 12-25, 18-25, 14-25       |

| 20-04 | Dinamo Kazan-Zareč'e Odincovo | 2-3 | 25-16, 22-25, 25-16, 22-25, 12-15 |
| 20-04 | Dinamo Mosca-Uraločka         | 3-0 | 25-14, 25-22, 25-16               |

| Finale 3º posto |                           |     |                            |
|                 |                           |     |                            |
| 25-04           | Zareč'e Odincovo-Uraločka | 3-0 | 25-21, 25-21, 25-15        |
| 26-04           | Zareč'e Odincovo-Uraločka | 1-3 | 18-25, 24-26, 25-20, 17-25 |
| 30-04           | Uraločka-Zareč'e Odincovo | 3-1 | 25-21, 26-28, 25-19, 27-25 |
| 03-05           | Zareč'e Odincovo-Uraločka | 0-3 | 18-25, 19-25, 25-27        |

| Finale |                           |     |                                  |
|        |                           |     |                                  |
| 25-04  | Dinamo Kazan-Dinamo Mosca | 3-0 | 25-22, 25-21, 25-20              |
| 26-04  | Dinamo Kazan-Dinamo Mosca | 3-0 | 25-22, 25-16, 25-18              |
| 29-04  | Dinamo Mosca-Dinamo Kazan | 2-3 | 28-26, 16-25, 19-25, 25-20, 6-15 |

| Semifinali 5º posto |                         |     |                            |
|                     |                         |     |                            |
| 16-04               | Avtodor-Metar-Omička    | 1-3 | 25-23, 17-25, 20-25, 15-25 |
| 17-04               | Proton-Dinamo Krasnodar | 0-3 | 21-25, 22-25, 14-25        |

| 20-04 | Omička-Avtodor-Metar    | 3-0 | 25-17, 25-14, 25-20 |
| 18-04 | Dinamo Krasnodar-Proton | 3-0 | 27-25, 25-21, 25-18 |

#### Play-out
| \| Risultati \| \| \| \| \| \| \| \| \| \| 21-03 \| Leningradka-Voronež \| 3-0 \| 25-18, 25-17, 25-22 \| \| 22-03 \| Leningradka-Voronež \| 3-0 \| 25-22, 25-14, 26-24 \| \| 26-03 \| Voronež-Leningradka \| 0-3 \| 16-25, 18-25, 18-25 \| |                     |     |                     |
| Risultati |                     |     |                     |
| |                     |     |                     |
| 21-03 | Leningradka-Voronež | 3-0 | 25-18, 25-17, 25-22 |
| 22-03 | Leningradka-Voronež | 3-0 | 25-22, 25-14, 26-24 |
| 26-03 | Voronež-Leningradka | 0-3 | 16-25, 18-25, 18-25 |

## Classifica finale
| Pos | Squadra          | Verdetto            |
| --- | ---------------- | ------------------- |
| 1   | Dinamo-Kazan     | In Champions League |
| 2   | Dinamo Mosca     | In Champions League |
| 3   | Uraločka         | In Champions League |
| 4   | Zareč'e Odincovo | In Challenge Cup    |
| 5   | Dinamo Krasnodar | In Coppa CEV        |
| 6   | Omička           |                     |
| 7   | Proton           |                     |
| 8   | Avtodor-Metar    |                     |
| 9   | Leningradka      |                     |
| 10  | Voronež          |                     |

## Statistiche
| Punti totali | Punti totali        | Punti totali | Punti totali     |
| Pos.         | Nome                | Punti        | Squadra          |
| ------------ | ------------------- | ------------ | ---------------- |
| 1            | Natalija Hončarova  | 514          | Dinamo Mosca     |
| 2            | Natal'ja Malych     | 472          | Zareč'e Odincovo |
| 3            | Ekaterina Gamova    | 467          | Dinamo-Kazan     |
| 4            | Ksenija Il'čenko    | 395          | Uraločka         |
| 5            | Anastasija Bavykina | 348          | Zareč'e Odincovo |
| 6            | Anastasija Markova  | 346          | Dinamo Mosca     |
| 7            | Tat'jana Košeleva   | 325          | Dinamo Krasnodar |
| 8            | Irina Zarjažko      | 311          | Uraločka         |
| 9            | Irina Voronkova     | 299          | Zareč'e Odincovo |
| 10           | Julija Kutjukova    | 293          | Omička           |
| 10           | Anastasija Novikova | 293          | Avtodor-Metar    |

| Attacchi vincenti | Attacchi vincenti   | Attacchi vincenti | Attacchi vincenti |
| Pos.              | Nome                | Punti             | Squadra           |
| ----------------- | ------------------- | ----------------- | ----------------- |
| 1                 | Natalija Hončarova  | 445               | Dinamo Mosca      |
| 2                 | Natal'ja Malych     | 404               | Zareč'e Odincovo  |
| 3                 | Ekaterina Gamova    | 396               | Dinamo-Kazan      |
| 4                 | Ksenija Il'čenko    | 338               | Uraločka          |
| 5                 | Anastasija Markova  | 286               | Dinamo Mosca      |
| 6                 | Tat'jana Košeleva   | 280               | Dinamo Krasnodar  |
| 7                 | Anastasija Bavykina | 268               | Zareč'e Odincovo  |
| 8                 | Julija Kutjukova    | 259               | Omička            |
| 9                 | Irina Voronkova     | 237               | Zareč'e Odincovo  |
| 10                | Fernanda Garay      | 228               | Dinamo Krasnodar  |

| Muri vincenti | Muri vincenti       | Muri vincenti | Muri vincenti    |
| Pos.          | Nome                | Punti         | Squadra          |
| ------------- | ------------------- | ------------- | ---------------- |
| 1             | Alena Hendzel'      | 101           | Dinamo-Kazan     |
| 2             | Irina Zarjažko      | 80            | Uraločka         |
| 2             | Irina Fetisova      | 80            | Zareč'e Odincovo |
| 4             | Regina Moroz        | 76            | Dinamo Mosca     |
| 5             | Julija Sedova       | 75            | Dinamo Mosca     |
| 6             | Ekaterina Orlova    | 69            | Omička           |
| 7             | Sinead Jack         | 54            | Uraločka         |
| 8             | Anastasija Bavykina | 52            | Zareč'e Odincovo |
| 9             | Ekaterina Belova    | 51            | Proton           |
| 9             | Maria Ivonkina      | 51            | Avtodor-Metar    |

| Battute vincenti | Battute vincenti      | Battute vincenti | Battute vincenti |
| Pos.             | Nome                  | Punti            | Squadra          |
| ---------------- | --------------------- | ---------------- | ---------------- |
| 1                | Yanelis Santos        | 35               | Leningradka      |
| 2                | Ljudmila Chabibullina | 31               | Uraločka         |
| 3                | Ekaterina Gamova      | 30               | Dinamo-Kazan     |
| 3                | Dar'ja Stoljarova     | 30               | Omička           |
| 5                | Anastasija Bavykina   | 28               | Zareč'e Odincovo |
| 5                | Anastasija Novikova   | 28               | Avtodor-Metar    |
| 7                | Marina Šešenina       | 27               | Omička           |
| 7                | Evgenija Starceva     | 27               | Dinamo-Kazan     |
| 9                | Irina Voronkova       | 26               | Zareč'e Odincovo |
| 9                | Fernanda Garay        | 26               | Dinamo Krasnodar |